# پوتیچی
شهر  پوتیچی (به ایتالیایی: Portici) با جمعیت ۵۵٬۵۱۶ نفر  در ناحیه کامپانیا در کشور ایتالیا واقع شده‌است.